# 三井不動産商業マネジメント

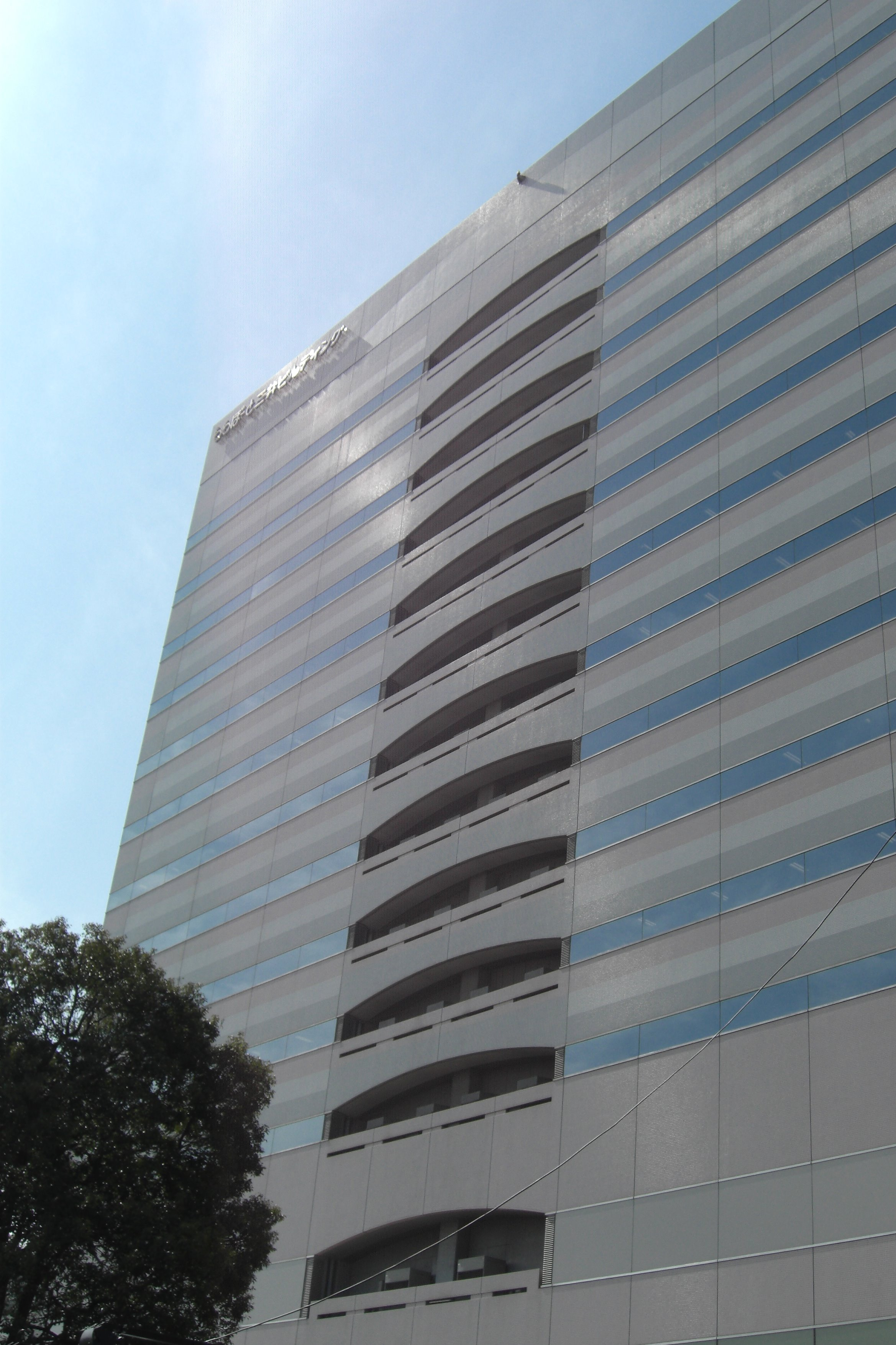
旧本社のららぽーと三井ビルディング（千葉県船橋市のららぽーとTOKYO-BAYに隣接）

三井不動産商業マネジメント株式会社（みついふどうさんしょうぎょうマネジメント、英: Mitsui Fudosan Retail Management Co.,Ltd.、略称：MFSM）は、「ららぽーと」（英: LaLaport）、「三井アウトレットパーク」などの大型ショッピングセンター（複合商業施設）を運営する三井不動産グループの企業。東京都中央区日本橋浜町に本社を置く。

## 沿革
- 1953年（昭和28年）4月 - 「朝日土地興業株式会社」設立。
- 1955年（昭和30年）2月 - 船橋ヘルスセンター開業。
- 1970年（昭和45年）1月13日 - 「株式会社船橋ヘルスセンター」設立。資本金5億円、100%三井不動産出資。
- 1970年（昭和45年）4月 - 朝日土地興業株式会社が三井不動産株式会社に合併。
- 1977年（昭和52年）5月 - 船橋ヘルスセンター閉鎖。
- 1981年（昭和56年）4月 - 跡地に「ららぽーと船橋ショッピングセンター」（現：ららぽーとTOKYO-BAY）開業。「株式会社船橋ヘルスセンター」が運営を行う。
- 1984年（昭和59年）6月 - 「ららぽーと志木」運営開始（ららぽーと初の受託運営）
- 1984年（昭和59年）9月 - 商号を「株式会社ららぽーと」に変更。
- 1992年（平成4年）4月 - アルパークの運営を受託し、船橋の施設運営以外の事業に進出。
- 1995年（平成7年）3月 - 鶴見はなぽーとブロッサムにブロッサムアウトレットを開業・運営受託し、アウトレットモール事業に進出。
- 2001年（平成13年）4月 - 株式会社シティズ・メイトを合併。
- 2003年（平成15年）4月 - 親会社の三井不動産の方針で会社分割を行い、賃貸事業部門を株式会社ガーデンホテルプロパティーズに吸収させる[3]。これに伴い、資本金を40億20万円から4億5000万円に減資。
- 2008年（平成20年）4月1日 - 商号を「ららぽーとマネジメント株式会社」に変更。
- 2010年（平成22年）12月 - 本社を千葉県船橋市浜町のららぽーと三井ビルディングから東京都中央区日本橋浜町に移転。
- 2013年（平成25年）4月1日 - 商号を「三井不動産商業マネジメント株式会社」に変更。

## 三井ショッピングパーク

ららぽーとのロゴ

ららぽーと（LaLaport）ブランドを中心とした大型の「リージョナル型ショッピングセンター」と、中規模の「ライフスタイルパーク」の一部に、「三井ショッピングパーク」の名称が冠されている。主に大都市近郊及び郊外に立地し、都市居住のファミリー層向けのテナントを中心に構成される。地方都市の郊外のロードサイドの出店が中心のイオンモールとは出店傾向やテナント構成が異なるが、立地上競合店舗も存在する。千葉県船橋市にあるららぽーとTOKYO-BAYが旗艦店である。三井不動産が手がける商業施設の中で売上高に関してはラゾーナ川崎プラザ（神奈川県川崎市）が最大であり、ショッピングセンターとしては国内有数の売上高を誇る。

### 日本国内
ららぽーとTOKYO-BAY
ららぽーと第一号店。千葉県船橋市に1981年4月2日開業した。当時の名称は「ららぽーと船橋ショッピングセンター」。日本初の車での来場を重視したアメリカ型の大型ショッピングセンターだった。2006年8月にはブランド戦略の一環で「ららぽーとTOKYO-BAY」に名称変更した。JR京葉線南船橋駅から徒歩5分、京成電鉄本線船橋競馬場駅から徒歩8分程で、それぞれ徒歩でもアクセスできるが、船橋競馬場駅発着の無料送迎バスも運行されている。フラッグシップ（旗艦店）に位置付けられ、約102,000㎡とららぽーとの中で最大の店舗面積を持つ。埼玉県越谷市のイオンレイクタウンの開業前は国内最大の規模であった。ショッピングモールとしては、イオンレイクタウン、イオンモール幕張新都心に次いで第3位。IKEAの国内一号店であるIKEA Tokyo-Bayも隣接している。
ららぽーと甲子園
兵庫県西宮市甲子園八番町の阪神パーク甲子園住宅遊園跡に2004年11月25日開業した。阪神甲子園球場（阪神電鉄本線甲子園駅下車）の南東向かいにある。核店舗はイトーヨーカドー。2009年3月27日に増床し、国内2ヶ所目となるキッザニアが進出した。
ラゾーナ川崎プラザ
神奈川県川崎市幸区の東芝川崎事業所跡地に、東芝グループと三井不動産の共同開発で2006年9月28日に開業した。川崎駅西口に所在。初期の計画では「ららぽーと川崎」とする予定だったが、所在自治体の要望で名称が変更された。政令指定都市の中心駅前に立地し、売上高は成田国際空港に次ぐ国内2位の規模を誇る日本有数のショッピングセンターである。
アーバンドック ららぽーと豊洲
東京都江東区豊洲二丁目区画整理事業の一環として、旧石川島播磨重工業（IHI）東京第一工場跡地に2006年10月5日開業した。最寄り駅は東京メトロ有楽町線・ゆりかもめ豊洲駅。また、JR京葉線の越中島駅からは徒歩20分、都営バスで7分である。超高層マンション「パークシティ豊洲」とは地下通路で直結する。主な店舗はキッザニア東京、ハンズ、GAP、ユニクロ、ノジマ、有隣堂等。
ららぽーと柏の葉
千葉県柏市若柴のつくばエクスプレス柏の葉キャンパス駅前の区画整理地に2006年11月22日開業した。この場所は元々三井不動産が1961年に開設した「柏ゴルフ倶楽部」があったがつくばエクスプレス沿線の区画整理事業のため、2001年に閉鎖された。地域住民向けには1日早い11月21日に開店した。
ららぽーと横浜
神奈川県横浜市都筑区池辺町の日本電気（NEC）横浜事業場跡地に建設された大型マンションとの複合開発によって作られた。JR横浜線鴨居駅からは徒歩で約7分であるが、駅からの徒歩アクセスは、鶴見川にかかる橋を渡ると住宅地や工場の脇を抜ける狭い路地しかない。2007年3月15日に開業した。核店舗はイトーヨーカドー、TOHOシネマズ、ハンズ、ユニクロ、GU、H&M、紀伊国屋書店など。核店舗の1つであった百貨店の大丸は2013年1月31日をもって撤退した。
ららぽーと磐田
静岡県磐田市の東名高速道路遠州豊田パーキングエリア近隣敷地に2009年6月25日開店した。東海地方初出店となった。
ららぽーと新三郷
埼玉県三郷市の武蔵野操車場跡地（新三郷ららシティ）に建設され、2009年9月17日に開業した。新三郷駅が最寄り。イトーヨーカドー、ロフト、H&M、ユニクロ、ニトリ、無印良品、ラウンドワンなどが入居。2012年4月にはららぽーと新三郷ANNEXが開業した。周囲にコストコ、IKEAがある。
ららぽーと和泉
大阪府和泉市の阪和自動車道岸和田和泉インターチェンジ至近に2014年10月30日開業した。ロフト、ZARA、H&M、ユニクロ、無印良品、エディオンなどが入居。コストコ和泉倉庫店と隣接している。
ららぽーと富士見
埼玉県富士見市の国道254号（富士見川越バイパス）沿い、富士見市役所向かいに2015年4月10日開業した。ヤオコー、TOHOシネマズ、ハンズ、ユザワヤ、リブロ、ノジマ、丸広百貨店、三越伊勢丹、京王百貨店の小型店などが入居する。
ららぽーと海老名
神奈川県海老名市の海老名駅西口（JR海老名駅西口。参照）に2015年10月29日開業した。ロフト、無印良品、ロピア、GAP、GU、アカチャンホンポ、ノジマ、有隣堂などが入居する。店舗面積40,200m2、駐車場台数：約1,800台、地上4階建て。
ららぽーとEXPOCITY
大阪府吹田市の大阪モノレール・万博記念公園駅から徒歩約2分にあるエキスポランド跡地にエンターテイメント複合施設を建設。「EXPOCITY」内に「ららぽーとEXPOCITY」のほか、「109シネマズ大阪エキスポシティ」、観覧車「REDHORSE OSAKA WHEEL」などが設置される。2015年11月19日に開業した。敷地面積は約172,000m2、店舗数はTOKYO-BAYに次いで第2位の312店、店舗面積は約71,000m2、駐車台数は約4,100台。
ららぽーと立川立飛
東京都立川市の多摩都市モノレール・立飛駅前に2015年12月10日開業した。株式会社立飛ホールディングスとの共同事業であり、敷地面積は約94,000m2、店舗数は約240店、店舗面積は約60,000m2、駐車台数は約3,200台。
ららぽーと湘南平塚
神奈川県平塚市の日産車体湘南工場第一地区跡地に2016年10月6日開業した。ラウンドワン、ハンズ、イトーヨーカ堂、カールスジュニア、フライングタイガーコペンハーゲン、チームラボなどが入居する。敷地面積は約182,000m2、延床面積：約167,000m2、店舗面積：約61,000m2、店舗数：約250店、駐車場台数：約4,000台、商業施設棟：鉄骨造3階建、立体駐車場3棟：鉄骨造6階建。
ららぽーと名古屋みなとアクルス（プロジェクト名：名古屋市商業施設計画）愛知県名古屋市港区の東邦ガス旧港明工場跡地に整備された「みなとアクルス」に2018年9月28日開業した。敷地面積は約83,000m2、店舗数は217店、店舗面積は約54,600m2、駐車台数は約3,000台。
ららぽーと沼津
静岡県沼津市の沼津市立病院東側の市街化調整区域に2019年10月4日開業した。店舗数は214店、駐車台数は3,600台。
ららぽーと愛知東郷
愛知県愛知郡東郷町（名古屋鉄道豊田線日進駅の南約2.2km）に2020年9月14日開業した。敷地面積は約89,000m2、店舗数は201店、店舗面積は約63,900m2、駐車台数は3,900台。
ららぽーと福岡
福岡県福岡市博多区那珂の福岡市中央卸売市場青果市場跡地に建設、九州地方では初出店となる。2022年4月25日に開業した。店舗数は222店、店舗面積は73,100㎡、駐車台数は3100台。
ららぽーと堺
堺市・美原町合併新市建設計画において「美原新拠点」に位置付けられている大阪府堺市美原区黒山地区に建設、2022年11月8日に開業した。店舗数は212店、店舗面積は約56,200㎡、駐車台数は約3000台。。
ららぽーと門真
大阪府門真市のパナソニック南門真地区工場跡地に建設、 全国で初めて「三井アウトレットパーク」と「三井ショッピングパーク ららぽーと」の2つのブランドを、一体型で運営する施設。京阪本線・大阪モノレールの門真市駅から徒歩8分。2023年4月17日に開業した。コストコ門真倉庫店と隣接している。店舗数は150店、店舗面積は約66,300m²、駐車台数は4300台。
ららぽーと安城
愛知県安城市のザ・モール安城跡地に建設、2025年4月18日に開業した。店舗数は215店、店舗面積は60300m²、駐車台数は約3500台。

#### ララガーデン / ららテラス

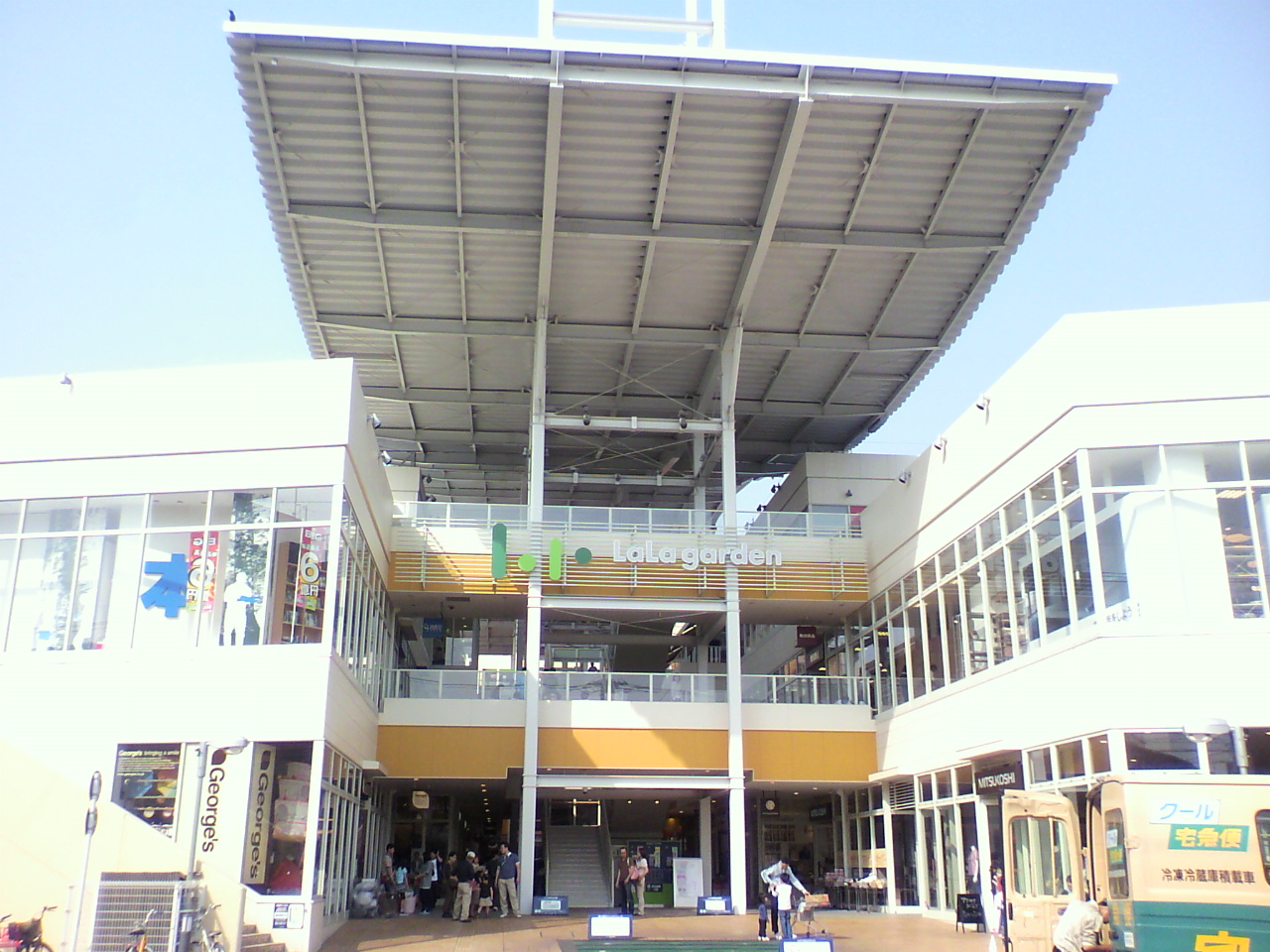
ララガーデン春日部
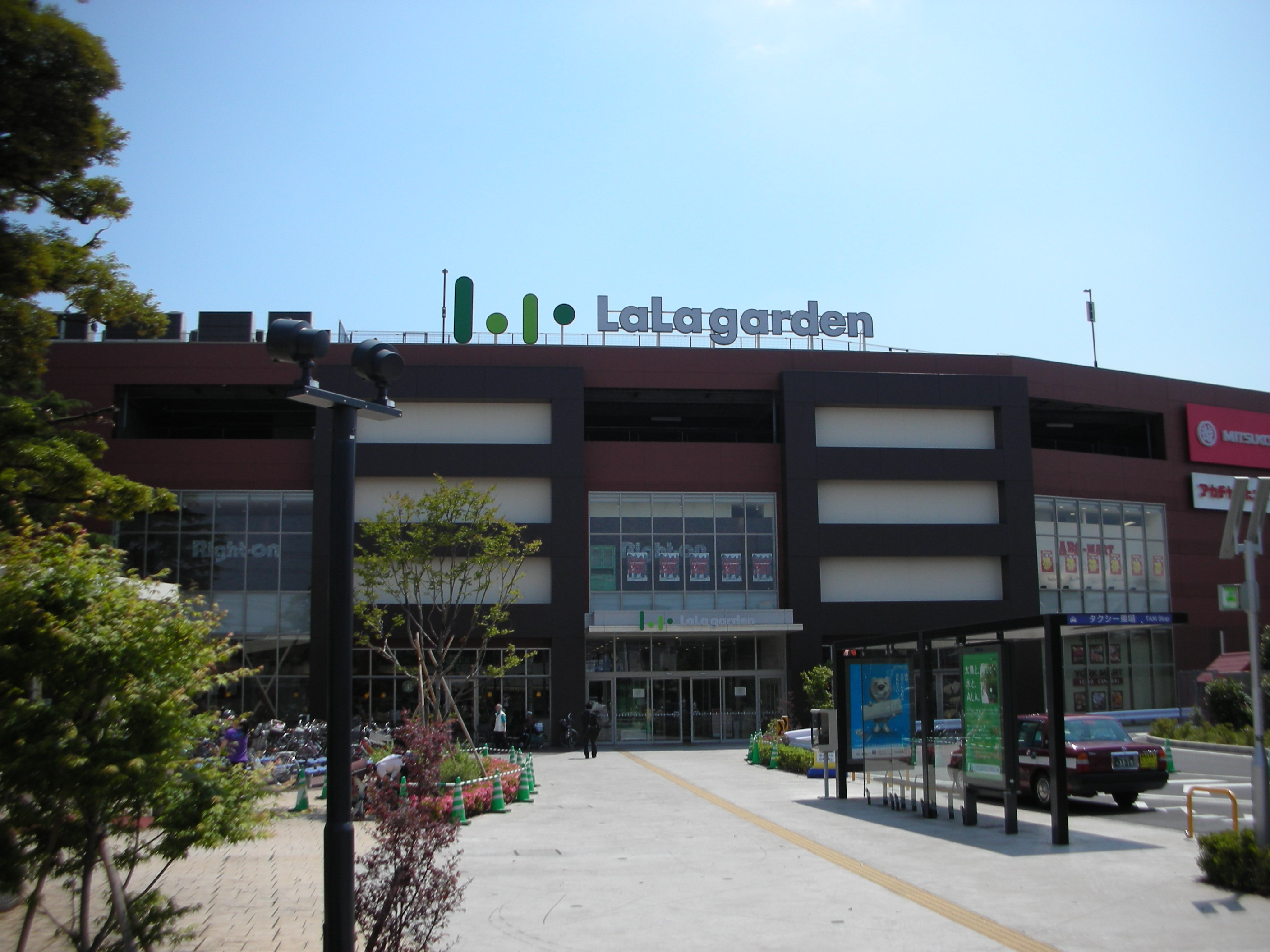
ララガーデン川口
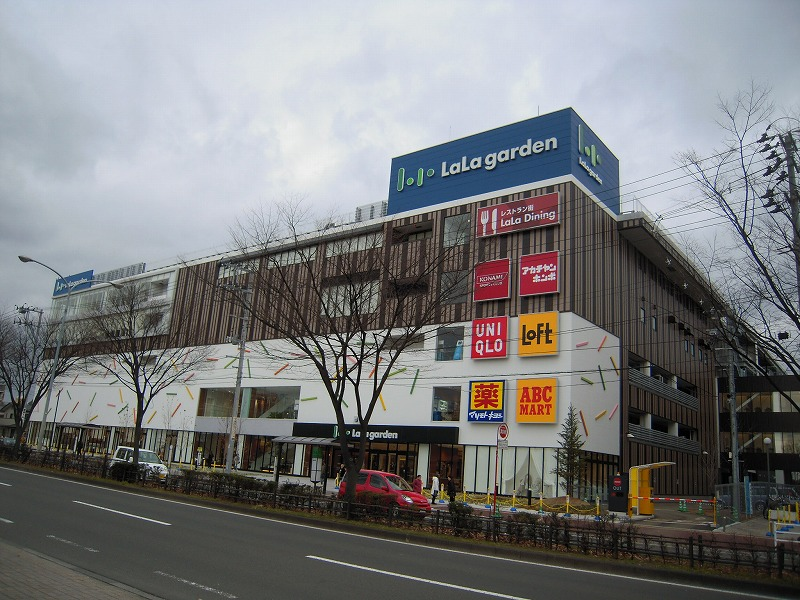
ララガーデン長町
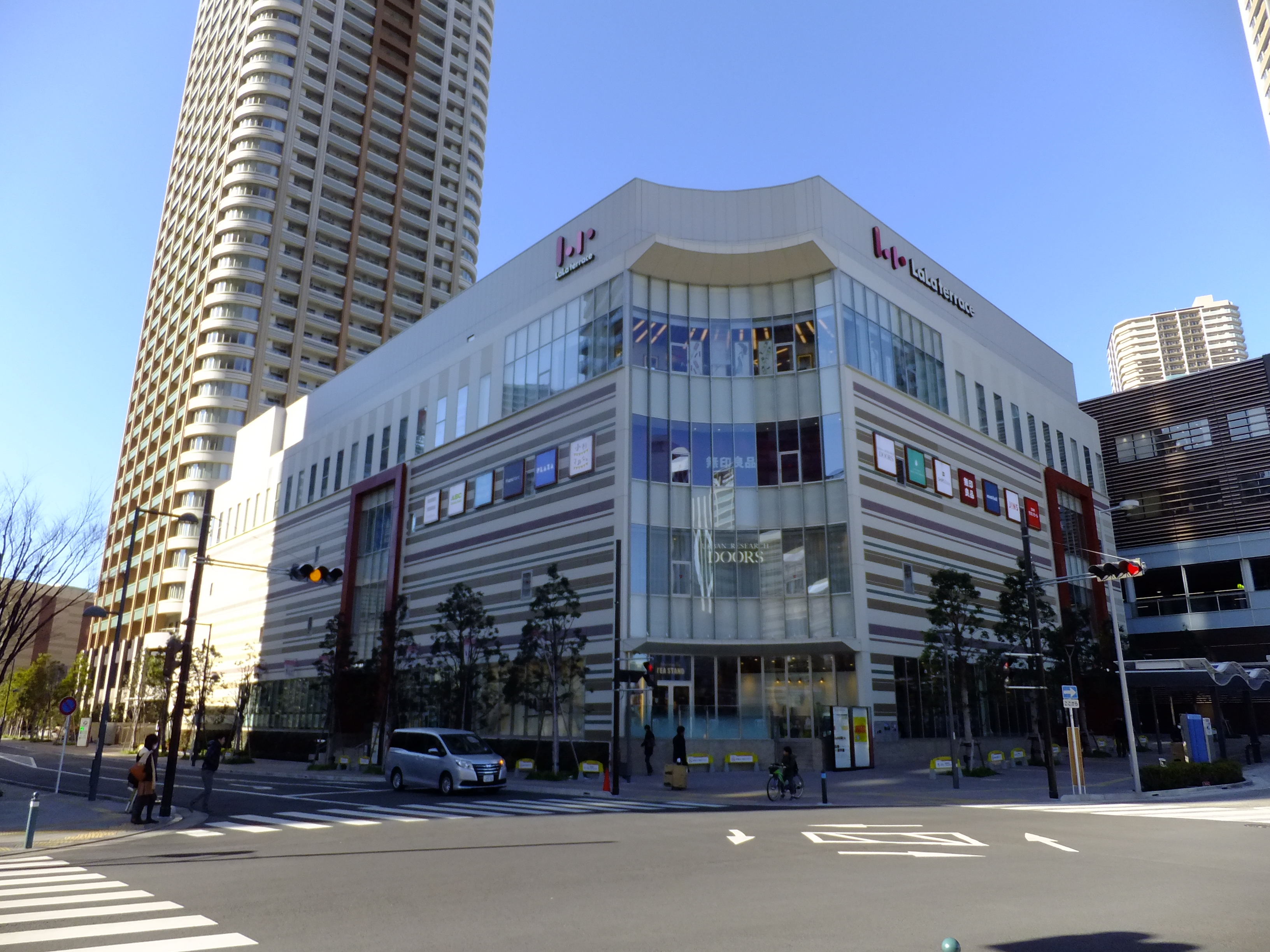
ららテラス武蔵小杉

「ららぽーと」などと比べて規模の小さいショッピングセンターの一部には「ララガーデン」や「ららテラス」の名称が付けられており、これらにも「三井ショッピングパーク」のブランドが冠されている。
ララガーデン春日部（埼玉県春日部市）
ララガーデン川口（埼玉県川口市）
ララガーデン長町（宮城県仙台市太白区）
LaLaテラス南千住（東京都荒川区）
ららテラス武蔵小杉（神奈川県川崎市中原区）
ららテラスTOKYO-BAY（千葉県船橋市）
2023年11月29日開業
ららテラス HARUMI FLAG（東京都中央区）
2024年3月1日開業
ららテラス川口（埼玉県川口市）
2025年5月31日開業
ららテラス北綾瀬（東京都足立区）
2025年6月24日開業
（注）ラ・ラ・ガーデン（赤羽スズラン通り商店街：東京都北区）は三井ショッピングパークとの関わりが一切ない。
- ララガーデン春日部
- ララガーデン川口
- ララガーデン長町
- ららテラス武蔵小杉

### 日本国外
ららぽーと上海金橋
中華人民共和国の上海市浦東新区金橋出口加工区に2021年4月28日開業。敷地面積は約43,000m2、店舗数は約180店、店舗面積は約55,000m2、駐車台数は約1,000台。中国初のららぽーとの店舗である。
ららぽーと ブキッ・ビンタン シティ センター
マレーシアのクアラルンプール中心部、ブキッ・ビンタン地区に2022年1月20日開業。敷地面積は約41,800m2、店舗数は約400店、店舗面積は約82,600m2、駐車台数は約2,400台。東南アジア初のららぽーとの店舗である。
ららぽーと台中
台湾の台中市東区にて2023年5月16日にグランドオープン。

### CMキャラクター
現在
- 堤真一 - 2020年から
- 森七菜 - 同上
- 蛯原友里 - 同上

## 三井ショッピングパーク アーバン
都心型商業施設については「三井ショッピングパーク アーバン」として、郊外型ショッピングセンター（三井ショッピングパークなど）とは異なるブランディングがなされている。三井不動産グループが中心となって開発された高層ビルの商業施設階などのほか、都心部の小規模な商業ビルの運営受託案件もこのブランドに含めている。
- COREDO  - 日本橋エリアにおける再開発複合商業施設のブランド。COREDOとは英語で「核」を意味する‘CORE’と「江戸」‘EDO’をつなげた造語である[49]。
  - COREDO日本橋（日本橋一丁目三井ビルディング）
  - COREDO室町（室町東三井ビルディング、室町古河三井ビルディング、室町ちばぎん三井ビルディング）
  - COREDO室町テラス（日本橋室町三井タワー）
- 霞ダイニング（東京倶楽部ビルディング、霞が関ビルディング）
- 赤坂Bizタワー SHOPS＆DINING（赤坂サカス）
- 日本橋三井タワー
- 赤れんがテラス（札幌三井JPビルディング）
- 飯田橋サクラテラス（飯田橋グラン・ブルーム）
- 銀座エリア
  - 銀座ベルビア館
  - 銀座並木通りビル（エストネーション銀座店 他）
  - 銀座トレシャス
  - 銀座柳通りビル（大塚家具銀座本店 他）
  - ZOE銀座
  - ギンザ・グラッセ
  - ギンザコマツ（ユニクロ銀座店 他）
  - 交詢ビル DINING & STORES（バーニーズ・ニューヨーク銀座店 他）
  - GINZA gCUBE（H&M銀座店 他）
  - ニッタビル
- 御徒町吉池本店ビル（ユニクロ御徒町店 他）
- 池袋グローブ（ユニクロ池袋サンシャイン60通り店 他）
- 新宿中村屋ビル
- RAYARD - Park-PFI制度（公園内に設けられた商業施設からの収益を活用し、公園の整備や改修を行っていく制度）を活用した都市公園における複合商業施設のブランド。
  - RAYARD MIYASHITA PARK（レイヤード ミヤシタパーク） - 東京都渋谷区神宮前六丁目の「MIYASHITA PARK」（ミヤシタパーク）内に2020年7月28日開業。「RAYARD」ブランドの第一号。渋谷と原宿・表参道の中間地点に位置している。
  - RAYARD Hisaya-odori Park（レイヤード ヒサヤオオドオリパーク）- 愛知県名古屋市中区丸の内三丁目の「Hisaya-odori Park」（久屋大通公園）内に2020年9月18日開業。日本最大級のPark-PFI事業。名古屋の中心地・栄に位置している。

## 三井アウトレットパーク
三井不動産商業マネジメントが運営する大型アウトレットモールのブランドとして「三井アウトレットパーク」の名称が用いられている。三菱地所・サイモンが手がける「プレミアムアウトレット」と、日本国内のアウトレットモール業界においては双璧をなす存在である。

## その他の商業施設

### 三井不動産が建設に関わった商業施設
名称に三井不動産グループ固有の商標は使われていないが、三井不動産が建設・開発に関わり、三井不動産商業マネジメントが運営管理するショッピングセンター。
- ダイバーシティ東京プラザ（東京都江東区）
- ステラタウン（埼玉県さいたま市）
- 淀屋橋odona（大阪府大阪市中央区）
- トレアージュ白旗（神奈川県藤沢市）
  - 「ライフスタイルパーク」と冠されている。「三井ショッピングパーク」に含まれるララガーデン4店およびLaLaテラス南千住にも、「ライフスタイルパーク」のブランドが併用されている。

### 三井不動産が事業再生に関わった商業施設
他社の経営で過去に閉店・閉鎖となった商業施設を、三井不動産によって再開発したショッピングセンター。LaLasquare（ララスクエア）ブランドを採用する施設は、大型店を核に専門店を集積したテナント構成が特徴である。2012年10月の時点では、新規に建設された施設でのLaLasquareブランド採用例はない。
アルカキット錦糸町
2000年に閉鎖された東京都墨田区の「錦糸町そごう」の施設を専門店複合型ショッピングセンター「アルカキット錦糸町」として再生、2002年に開業。
ラブラ万代・ラブラ2
ラブラ万代は新潟県新潟市中央区の万代シテイ内にある商業施設。旧ダイエー新潟店（2005年11月30日閉店）の土地・建物の管理を新潟交通から受託して改修を行い、専門店型商業施設に転換して2007年3月2日にオープン。ラブラ2は、旧万代シルバーボウルビルの跡地に店舗施設を新築して2013年11月2日にオープンした。
主なテナントはロフト、GAP、紀伊國屋書店、イオン（食料品・日用雑貨）、H&M、ZARAなど。
店名は「ラブラブ」と「ぶらぶら歩き」に因んだ造語による独自のブランドを採用した。三井不動産と三井不動産商業マネジメントが両施設にわたって運営管理を一体的に行っている。

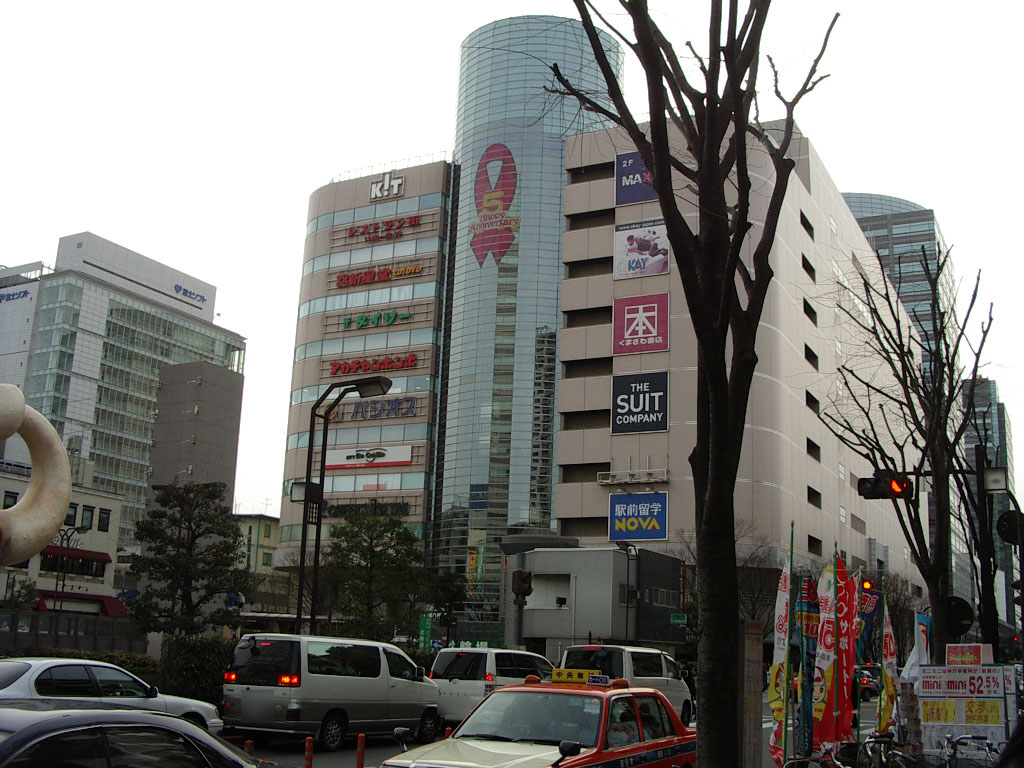
アルカキット錦糸町
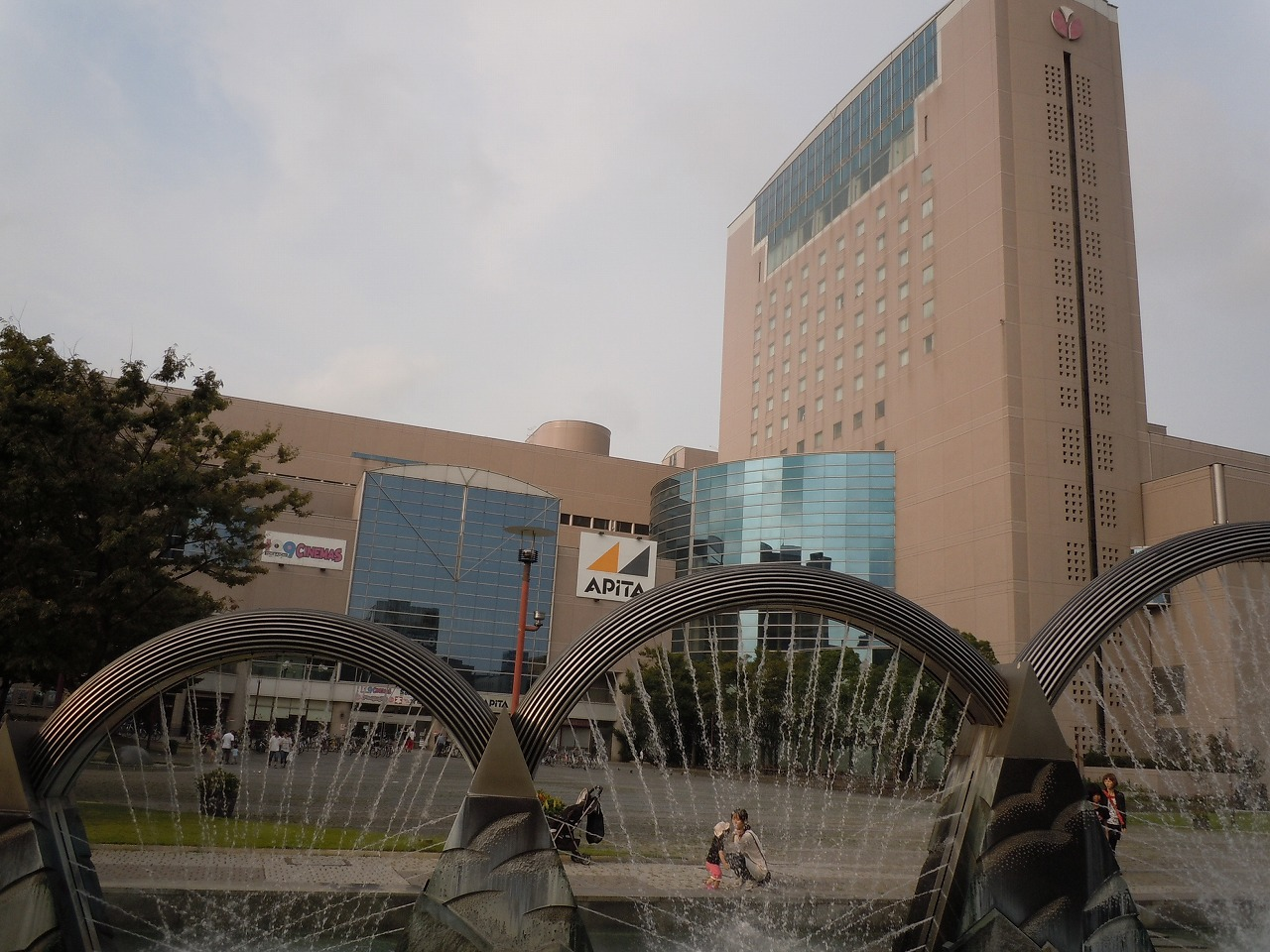
ララスクエア四日市
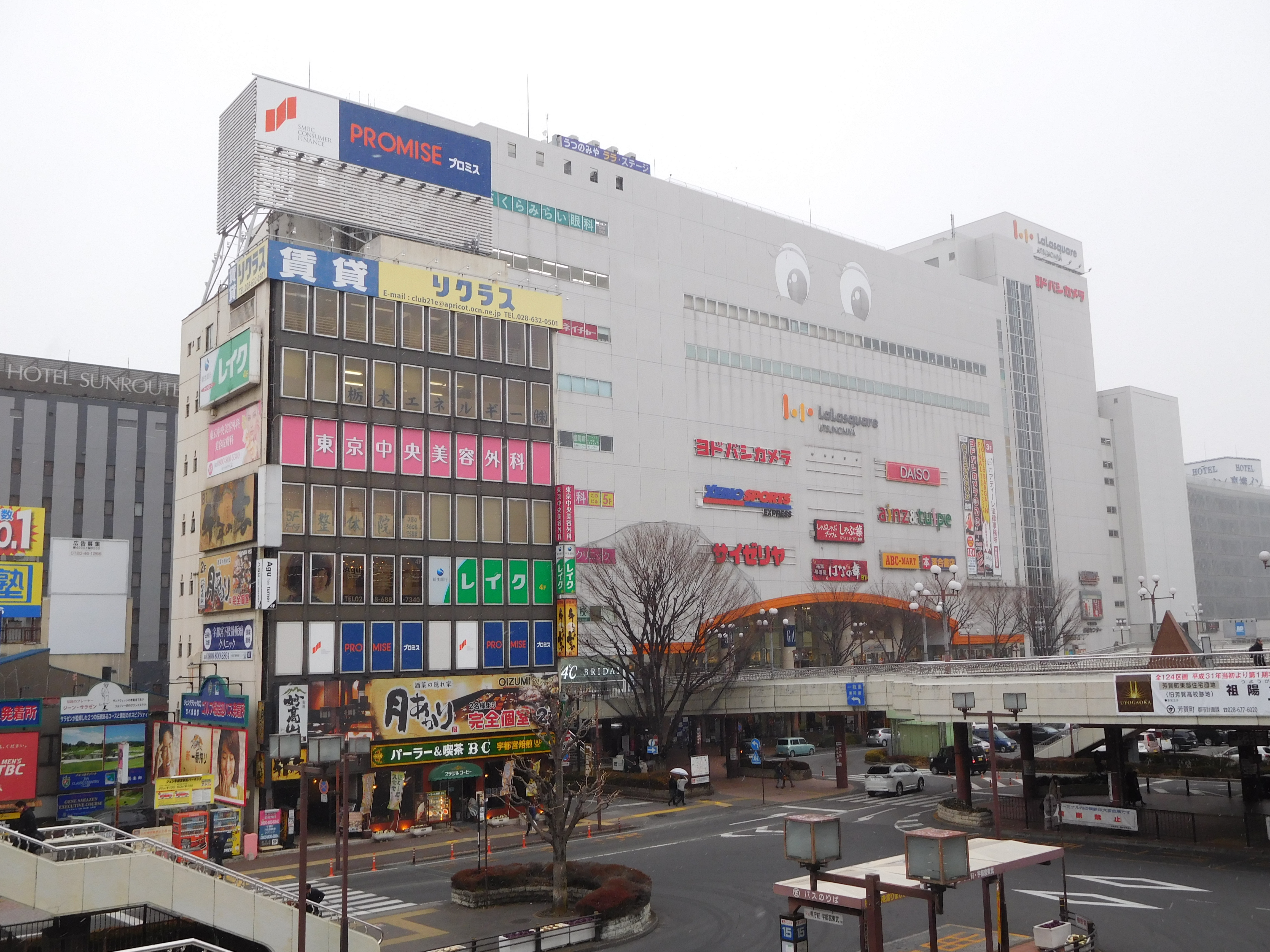
ララスクエア宇都宮
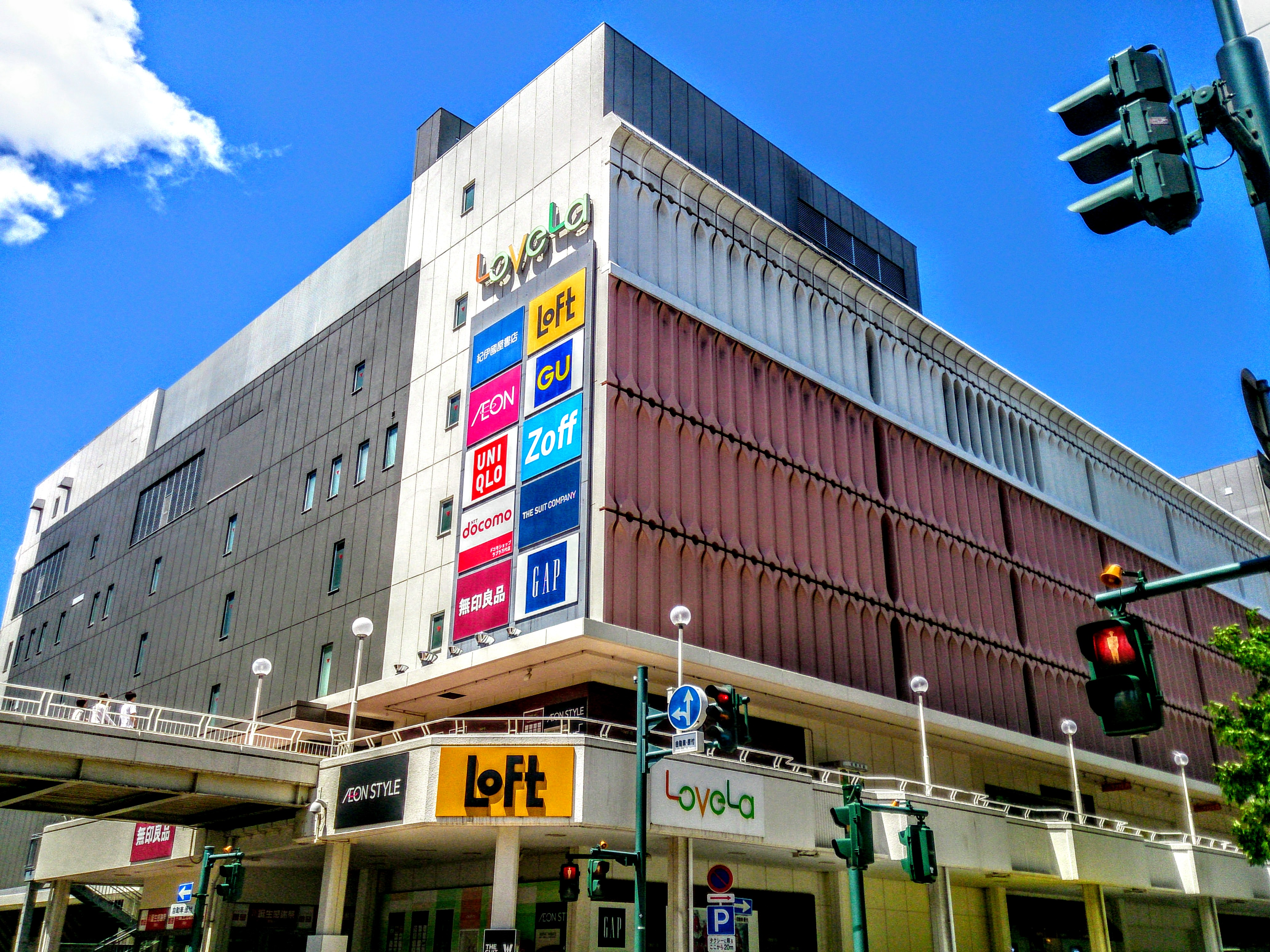
ラブラ万代

### 運営委託・移譲店舗
以下は三井不動産商業マネジメントに運営を委託、または移譲されている店舗である。
- ビビット南船橋（千葉県船橋市）
- ベルファ都島ショッピングセンター（大阪府大阪市都島区）

## 今後オープン予定の施設

### 日本国内
岡崎商業施設計画（愛知県岡崎市）
　府中朝日町SC計画(東京都府中市)

### 日本国外
（仮称）ららぽーと南港
台湾の台北市南港区にて2024年開業予定。
（仮称）ららぽーと高雄
台湾の高雄市鳳山区にて2026年開業予定。

## 閉鎖された施設

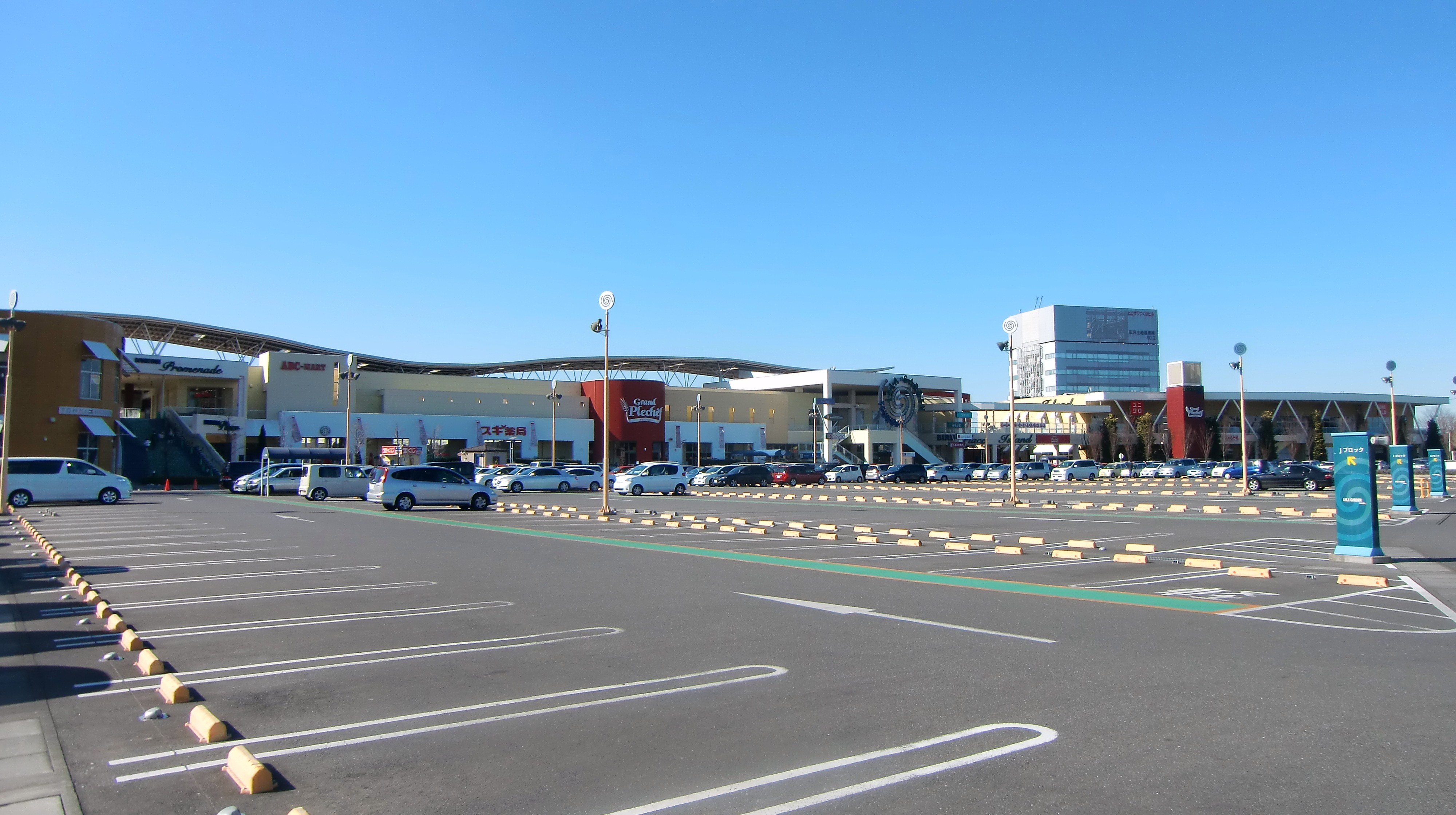
営業時のララガーデンつくば

ららぽーとスキードームSSAWS（ザウス）
1993年7月に千葉県船橋市の京葉線南側の「ららぽーと」近在地に完成した。「10年間限定営業」の屋内型大型スキー場ということで脚光を浴びたが、利用客の減少と経費が莫大だったため営業期間を延長せず、当初の予定通り2002年9月に閉館した。2004年に撤去作業が完了し、跡地の一部には大型家具店IKEAが2006年4月24日にオープンした。SSAWSの名称は、「Spring  Summer Autumn Winter Snow」（＝春・夏・秋・冬・雪）の頭文字から取ったもの。オープン時には秋元康が作詞、山下達郎とアラン・オデイが補作詞・作曲したイメージソング「湾岸スキーヤー」がテレビコマーシャルなどで頻繁に演奏され、また1998年には同楽曲を少年隊がカバーしている。
ららぽーと志木
埼玉県志木市の東武東上線志木駅北口前にあった店舗で、新星堂（CD・楽器販売・書店）とシネマコンプレックス・飲食店などが入居していた。跡地には分譲マンション「パークホームズ志木ステーションファースト」が建設された。
LALAガーデンつくば
茨城県つくば市にあった店舗で、2004年3月19日にオープン。そもそも地権者との間で20年間の定期借地契約を結んでおり、2023年春で満了することから、2022年10月16日をもって閉店となった。
- 営業時のララガーデンつくば

## かつて手がけていた施設
ららぽーと守山
2014年10月20日よりモリーブに名称変更し、ザイマックスプロパティズ関西が運営している。
ららぽーと志木
（ららぽーととして）1984年6月開業。2005年3月31日に耐震性の問題で閉店。現在は取り壊されマンション「パークホームズ志木ステーションファースト」となっている。
MONA新浦安
エイムクリエイツが運営。
フルルガーデン八千代
2002年10月開業。現在はセブン&アイ・クリエイトリンクが運営。
アルパーク
広島県広島市に1990年4月27日にオープンした官民共同開発の大型ショッピングセンター。1992年より運営を受託していた。2019年5月31日に東棟と西棟が大和ハウス工業に売却され、同年11月30日をもって、売却の発表がされていない北棟を含め、三井不動産商業マネジメントによる運営を終了した。
ララスクエア宇都宮
ララスクエア宇都宮は栃木県宇都宮市のJR宇都宮駅前の「西口ビル」（駅西口再開発ビル。地権者と三井不動産によって建設されたもの）にある商業施設。1990年に開店し2003年9月30日で閉店したロビンソン百貨店宇都宮（閉店後も再開発ビルの一部テナントは営業していた）の跡地をリニューアルして2005年4月8日に開店した。
ヨドバシカメラマルチメディア宇都宮を核店舗とし、GAPなどファッションブランド店を中心に約80の専門店と食料品街（40店舗）で構成される。
2020年1月に日本エスコン（現：エスコン）に売却し、同年2月1日からトナリエ宇都宮として営業している。
ララスクエア四日市
ララスクエア四日市は、三重県四日市市に松坂屋四日市店を核店舗として1991年に開業した「アムスクエア」が前身である。その松坂屋が2001年に撤退しその後は専門店だけで営業していたが、2002年7月に全館一時閉店となった。
その後三井不動産グループの再開発によって2004年11月に再び「アムスクエア」として一部フロアとシネマコンプレックス（109シネマズ四日市）とゲームセンターなどを先行オープンした。そしてアピタ四日市店など各テナントが入居する事になり、翌2005年3月12日に「ララスクエア」に改名しグランドオープンとなった。
2021年1月に日本エスコン（現：エスコン）に売却され、同年1月18日からトナリエ四日市として営業している。
同じ三重県にあるショッピングセンター「ララパーク」（伊勢市）は伊勢商業開発株式会社が開発したイオン系列のもので全く無関係であった。

## 三井ショッピングパークポイント
「三井ショッピングパークポイント」は三井不動産商業マネジメント運営施設の共通ポイントサービスである。三井ショッピングパーク（LALAガーデンつくば、LaLaテラス南千住を除く）、三井アウトレットパーク、三井ショッピングパーク アーバン（銀座、御徒町、池袋、新宿の小規模ビルを除く）、ダイバーシティ東京プラザ、アルカキット錦糸町、コレド室町、コレド日本橋、ラブラ万代、ラブラ2各施設の専門店での買い物において利用できる。
「三井ショッピングパークポイントカード」（旧 ららぽいんとカード、クレジット機能なし）提示での支払いと、「三井アウトレットパークカード」（クレジットカード）のクレジット払いで、購入金額100円（税抜）に対し1ポイントを付与、「Mitsui Shopping Parkカード」（クレジットカード）のクレジット払いでは、ダイバーシティ東京プラザを除き購入金額100円（税抜）に対し2ポイントが付与される（クレジットカード会社のポイントサービスについては、これらとは別途に充当される）。ポイントは500ポイント貯まるごとに500円分に換算して支払いに充てることができる。

## 関連会社
- ららぽーとエージェンシー株式会社
  - 株式会社エルエーツアーズと株式会社ピアファーストを合併。
- フロンティアリートSCマネジメント株式会社